# Dème de Chássia (Tríkala)
Ne doit pas être confondu avec l'ancien dème du district régional de Grevená.
Le dème de Chássia, en grec moderne : Δήμος Χασίων / Dímos Chasíon, est un ancien dème du district régional de Tríkala, en Thessalie, Grèce. Depuis  2010, il est fusionné au sein du dème de Kalambáka, puis en 2018 dans le dème des Météores.
Selon le recensement de 2011, la population du dème compte 2 861 habitants.
La localité tire son nom du massif des Chássia (en).